# Ursula Marti
Ursula Marti (* 1. Mai 1966; heimatberechtigt in Kienberg SO und Basel) ist eine Schweizer Politikerin (SP).

## Leben
Ursula Marti wuchs in Aarberg im Berner Seeland auf. Sie besuchte die École Supérieure de Commerce in La Neuveville und machte anschliessend Berufserfahrung im kaufmännischen und sozialen Bereich sowie im Journalismus. Seit 1989 ist sie in der Kommunikation tätig und bildete sich am Schweizerischen PR-Institut (SPRI) zur PR-Fachfrau mit eidgenössischem Fachausweis und zur eidgenössisch diplomierten PR-Beraterin aus. Von 2006 bis 2009 machte sie den Master of Advanced Studies (MAS) in systemisch-lösungsorientiertem Coaching an der Fachhochschule Nordwestschweiz. Marti ist Inhaberin und Geschäftsführerin der 1999 von ihr gegründeten Kommunikationsagentur wortreich gmbh. Sie hat zwei erwachsene Kinder und lebt mit ihrem Partner in Bern.

## Politik
Marti trat mit 30 Jahren in die Sozialdemokratische Partei ein. Von Januar 2006 bis September 2013 war sie Mitglied des Stadtrates (Legislative) von Bern, dem sie 2012 als Präsidentin vorstand. Von 2006 bis 2011 war sie Mitglied der Agglomerationskommission (von 2007 bis 2011 als Vizepräsidentin). Von 2008 bis 2011 war sie zudem Mitglied der Kommission für Soziales, Bildung und Kultur und von 2009 bis 2010 Mitglied der Finanzdelegation.
Nach dem Rücktritt von Margrit Stucki-Mäder und dem Verzicht von Leyla Gül auf die Nachfolge rutschte Marti im Juni 2013 in den Grossen Rat des Kantons Bern nach und wurde 2014, 2018 und 2022 wiedergewählt. Sie war von 2014 bis 2021 Mitglied der Finanzkommission und ist seit 2022 Mitglied der Bildungskommission sowie der Kommission für Staatspolitik und Aussenbeziehungen.
Marti ist seit 2006 Vorstandsmitglied und seit 2021 Präsidentin des Kaufmännischen Verbands Bern. Seit 2014 ist sie Stiftungsratspräsidentin der Kornhausbibliotheken Bern und seit 2018 Präsidentin der Hauptstadt-Genossenschaft. Marti ist seit 2021 Aufsichts- und Verwaltungsrätin der Wirtschafts- und Kaderschule (WKS) KV Bern. Seit 2021 ist sie Mitglied des Synodalrates der Reformierten Kirchen Bern, Jura, Solothurn. Seit 2020 ist sie Mitglied der Volkswirtschaftskommission des Kantons Bern (VWK).
Von 2008 bis 2018 war Marti Geschäftsleitungsmitglied und von 2014 bis 2018 Präsidentin der SP Kanton Bern. Von 2014 bis 2018 war sie Geschäftsleitungsmitglied der SP Schweiz. Sie war zudem von 2003 bis 2012 Vorstandsmitglied des Vereins Berner Tagesschulen, von 2010 bis 2013 Co-Präsidentin des Vereins Mädchentreff Bern, von 2012 bis 2017 Vorstandsmitglied des Vereins Bern neu gründen und von 2013 bis 2017 Stiftungsrätin der Stiftung für Suchtarbeit Contact Netz. Von 2015 bis 2020 war sie im Unterstützungskomitee von Tel 143 – Die Dargebotene Hand und von 2006 bis 2020 Vizepräsidentin des Verbands Bildung & Betreuung Schweiz.